# Giải bóng đá Các đội mạnh Toàn quốc 1990
Giải bóng đá Các đội mạnh Toàn quốc 1990 là mùa giải thứ 9 của giải đấu bóng đá hạng cao nhất Việt Nam và là mùa giải đầu tiên dưới tên gọi mới Giải bóng đá Các đội mạnh Toàn quốc. 18 đội bóng tham dự mùa giải này thi đấu qua ba giai đoạn, gồm hai vòng bảng và một vòng loại trực tiếp để chọn ra đội vô địch và ba đội bóng xuống hạng A1 mùa giải năm sau.
Kết thúc giải đấu, Câu lạc bộ Quân đội giành được chức vô địch từ tay Đồng Tháp. Tiền vệ Nguyễn Hồng Sơn của đội đoạt danh hiệu vua phá lưới với 10 bàn thắng ghi được. Công nhân Xây dựng Hà Nội, Sông Lam Nghệ Tĩnh và Tiền Giang là ba đội phải xuống hạng cùng với Dệt Nam Định bị ban tổ chức loại trực tiếp do sự cố hành hung trọng tài ở vòng 1. Nhưng sau đó, cả bốn đội được giữ lại ở giải các đội mạnh và tiếp tục thi đấu ở mùa giải 1991, trừ Dệt Nam Định chỉ có thể trở lại từ mùa giải 1992.

## Các đội tham dự
Tham dự giải đấu là 18 đội bóng đã được sàng lọc từ giải phân hạng năm 1989 và đều được công nhận là các "đội mạnh".
- Công an Hà Nội
- Dệt Nam Định
- An Giang
- Tiền Giang
- Công an Hải Phòng
- Đồng Tháp
- Long An
- Công an Thanh Hóa
- Hải Quan
- Tổng cục Đường Sắt
- Công nhân Xây dựng Hà Nội
- Câu lạc bộ Quân đội
- Điện Hải Phòng
- Cảng Sài Gòn
- Công nhân Nghĩa Bình
- Lâm Đồng
- Quảng Nam Đà Nẵng
- Sông Lam Nghệ Tĩnh

Sau khi kết thúc mùa giải 1989, đội bóng đá Bình Định được thành lập dựa trên lực lượng nòng cốt của đội Công nhân Nghĩa Bình và kế thừa suất thi đấu của đội bóng này tại giải Các đội mạnh Toàn quốc. Cũng sau mùa giải 1989, đội Tổng cục Đường sắt đổi tên thành Đường sắt Việt Nam.

## Thể thức thi đấu
Cấu trúc giải đấu như sau:
- Giai đoạn 1: 18 đội bóng được chia thành ba bảng thi đấu tại ba khu vực theo thể thức vòng tròn hai lượt tính điểm. Mỗi đội chỉ được hoà tối đa ba trận (trận hòa thứ tư trở đi không tính điểm). Hai đội dẫn đầu mỗi bảng cùng hai đội xếp thứ ba có thành tích tốt nhất lọt vào vòng tiếp theo, trong khi ba đội xếp cuối ở cả ba bảng xuống hạng A1.
- Giai đoạn 2: 8 đội bóng được chia thành hai nhóm, thi đấu theo thể thức vòng tròn một lượt. Hai đội nhất và nhì mỗi bảng giành quyền vào vòng đấu loại trực tiếp.
- Giai đoạn 3 (vòng đấu loại trực tiếp): Đội nhất nhóm của giai đoạn 2 sẽ gặp đội nhì của nhóm khác trong hai trận đấu bán kết. Hai đội thắng vòng bán kết sẽ gặp nhau để tranh chức vô địch, hai đội thua thi đấu trận tranh giải ba.

## Vòng bảng

### Giai đoạn 1
| VT | Bảng A                    |                     | Bảng B             |  | Bảng C |
| 1  | Câu lạc bộ Quân đội       | Quảng Nam – Đà Nẵng | Hải Quan           |  |        |
| 2  | An Giang                  | Cảng Sài Gòn        | Đồng Tháp          |  |        |
| 3  | Lâm Đồng                  | Long An             | Đường sắt Việt Nam |  |        |
| 4  | Điện Hải Phòng            | Công an Hà Nội      | Công an Hải Phòng  |  |        |
| 5  | Công an Thanh Hóa         | Sông Lam Nghệ Tĩnh  | Bình Định          |  |        |
| 6  | Công nhân Xây dựng Hà Nội | Dệt Nam Định        | Tiền Giang         |  |        |

### Giai đoạn 2
| VT | Nhóm 1              |                    | Nhóm 2 |
| 1  | Câu lạc bộ Quân đội | Hải Quan           |        |
| 2  | Quảng Nam – Đà Nẵng | An Giang           |        |
| 3  | Đồng Tháp           | Cảng Sài Gòn       |        |
| 4  | Long An             | Đường sắt Việt Nam |        |

## Vòng đấu loại trực tiếp

### Bán kết
Trận bán kết 2 giữa Quảng Nam – Đà Nẵng và Hải Quan trên sân Chi Lăng phải dừng lại ở phút 114, khi đội Quảng Nam – Đà Nẵng từ chối thi đấu tiếp sau khi trọng tài Phạm Minh không công nhận một bàn thắng được ghi cho Hải Quan. Ban tổ chức quyết định cho đá lại trận này, nhưng đội Hải Quan lại từ chối tham dự và Quảng Nam – Đà Nẵng nghiễm nhiên giành quyền vào trận chung kết. Đội An Giang, đối thủ của Hải Quan trong trận tranh hạng ba, được trao giải ba mà không cần phải thi đấu.
| Câu lạc bộ Quân đội | 1–1 | An Giang |
| ------------------- | --- | -------- |
|                     |     |          |
| Loạt sút luân lưu   |     |          |
|                     | 4–3 |          |

| Quảng Nam – Đà Nẵng | Hủy | Hải Quan |
| ------------------- | --- | -------- |
|                     |     |          |

### Tranh hạng ba
Không có trận tranh hạng ba, đội An Giang được ban tổ chức trao giải ba.

### Chung kết
| Câu lạc bộ Quân đội | 4–0 | Quảng Nam – Đà Nẵng |
| ------------------- | --- | ------------------- |
|                     |     |                     |

| Vô địch Giải bóng đá Các đội mạnh Toàn quốc 1990 |
| ------------------------------------------------ |
| Câu lạc bộ Quân đội Lần thứ tư                   |